# Helmut König (Pädagoge)
Helmut König (* 20. November 1920 in Nowawes; † 17. Mai 2005 in Birkenwerder) war ein deutscher Erziehungswissenschaftler und Bildungshistoriker in der DDR. 

## Leben
König beantragte am 20. Mai 1939 die Aufnahme in die NSDAP und wurde zum 1. September desselben Jahres aufgenommen (Mitgliedsnummer 7.142.652). Nach dem Wehrdienst studierte er an der Universität Jena und gewann einen Preis mit einer Arbeit über deutsche Schulgesetze, die 1948 als Dissertation anerkannt wurde. Danach leistete er an der Freien Schulgemeinde Wickersdorf von 1948 bis 1950 seine Referendarzeit ab, wo der Reformpädagoge Gustav Wyneken (1875–1964) eine Schule begründet hat. Von 1950 studierte er in Berlin Pädagogik bei Robert Alt, worauf er sich 1954 habilitierte. Bereits 1956 wurde er Professor für die Geschichte der Erziehung an der Pädagogischen Fakultät der Humboldt-Universität zu Berlin, deren Dekan er von 1965 bis 1968 war. Aufgrund seiner Verdienste wurde er zum Vorsitzenden des Wissenschaftlichen Rates des Ministeriums für Volksbildung der DDR berufen.  1969 war er der erste Direktor der Sektion Pädagogik. Mit Gründung der Akademie der Pädagogischen Wissenschaften der DDR (APW) 1970 leitete er die dortige „Arbeitsstelle für Geschichte der Erziehung“ bis zu seiner vorzeitigen Emeritierung wegen Invalidität im Jahre 1981.
Seine historischen Arbeiten prägten in der Pädagogik die Traditionspflege in der DDR bis zum Ende. Seine Arbeiten zur Geschichte der Nationalerziehung in Deutschland und zu Friedrich Fröbel werden noch heute anerkannt. Fröbels „Mutter-, Spiel- und Koselieder“ gab er 1984 heraus, angeregt durch den reichen Fundus des Berliner Nachlasses von Fröbel. Eine seiner letzten publizierten Arbeiten war die Briefausgabe: „Mein lieber Herr Fröbel! Briefe von Frauen und Jungfrauen an den Kinder- und Menschenfreund“.

## Auszeichnungen
- 1961 Vaterländischer Verdienstorden in Bronze
- 1964 Dr.-Theodor-Neubauer-Medaille in Gold
- 1974 Nationalpreis der DDR III. Klasse für Wissenschaft und Technik
- 1980 Ehrentitel Verdienter Lehrer des Volkes

## Schriften
- Mithrsg.: Deutsche Nationalerziehungspläne aus der Zeit des Befreiungskrieges, Berlin 1954
- Zur Geschichte der Nationalerziehung in Deutschland im letzten Drittel des 18. Jahrhunderts, Akademie, Berlin 1960
- Patrioten in Wort und Tat : Lehrer u. Schüler, Professoren u. Studenten im Befreiungskrieg, Berlin 1963
- Beiträge zur Bildungspolitik und Pädagogik der revolutionären deutschen Arbeiterbewegung in der Zeit der Novemberrevolution und der revolutionären Nachkriegskrise 1918 - 1923, 2 Bde., Berlin 1968
- Hrsg.: Programme zur bürgerlichen Nationalerziehung in der Revolution von 1848/1849, Berlin 1971
- Mein lieber Herr Fröbel! : Briefe von Frauen und Jungfrauen an den Kinder- und Menschenfreund / [im Auftr. der Komm. für Dt. Erziehungs- und Schulgeschichte der Akademie der Pädagogischen Wiss. der DDR, hrsg. von Helmut König. Unter Mitarb. von Barbara König], Berlin 1990